# 馬道立

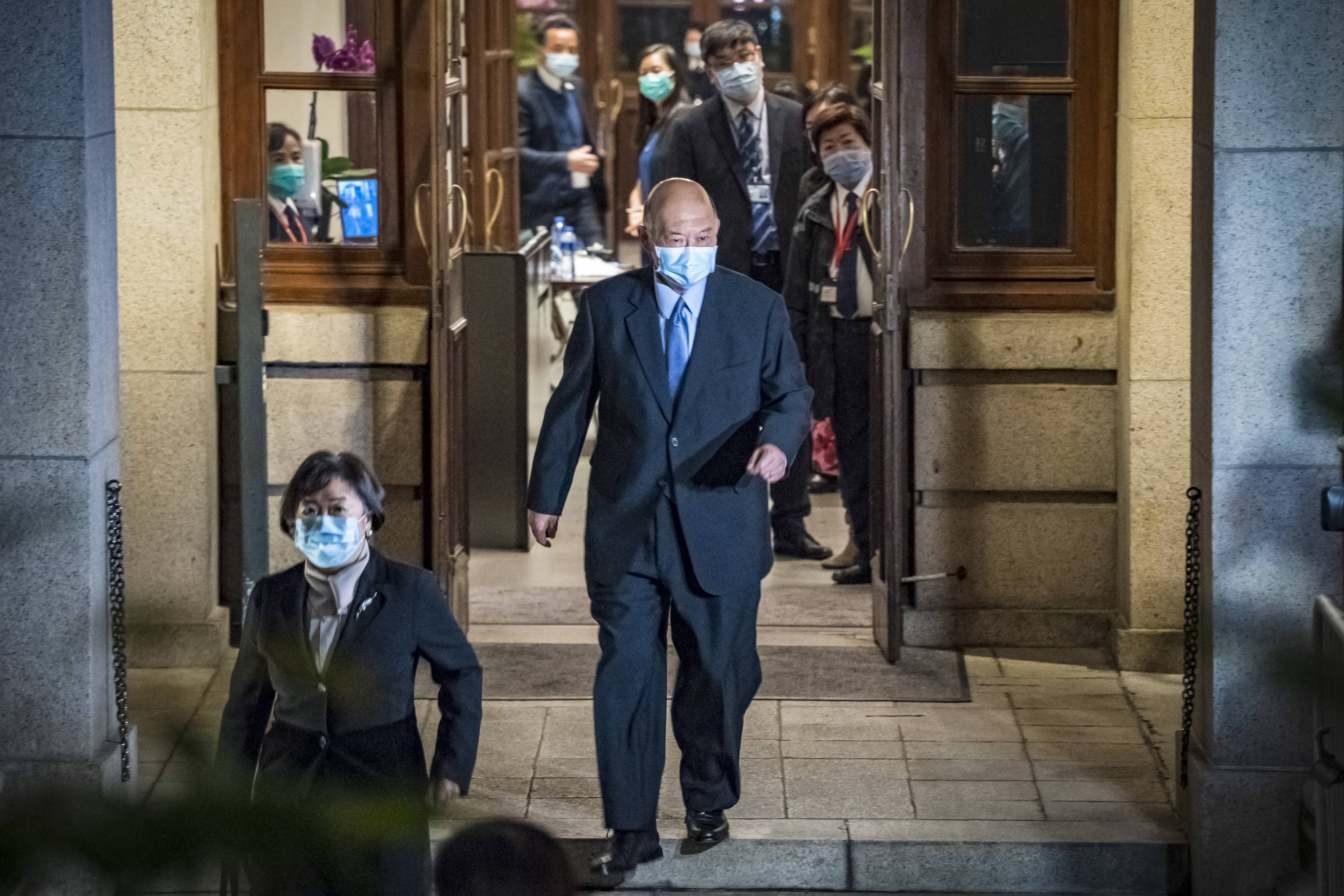
2021年1月6日，馬道立退休前到終審法院出席法律儀式

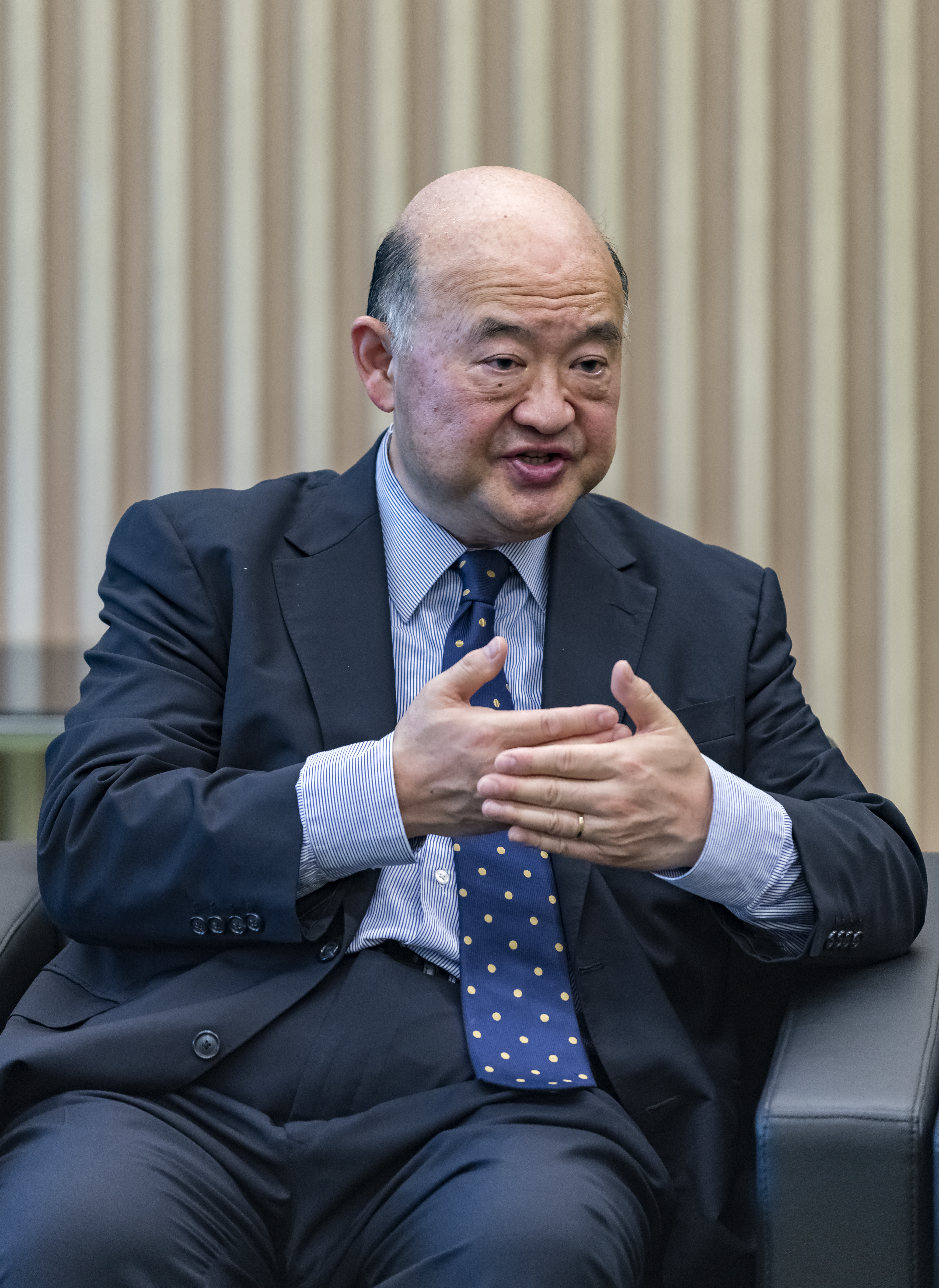
2017年的馬道立

馬道立，大紫荊勳賢，SC（1956年1月11日—），香港出生，祖籍廣東台山，是前任香港終審法院首席法官，現任天博大律師事務所成員、香港大學法律學院名譽教授、伯明翰大學法律學院名譽系主任及教授，以及香港中文大學法律學院名譽教授。

## 專業
馬道立就讀於英國伯明翰大學，於1977年獲法律學學士學位。他翌年通過格雷律師學院的執業考試獲英格蘭和威爾斯執業大律師資格，再於1980年獲香港執業大律師資格，於天博大律師事務所（Temple Chambers）執業。
馬道立的執業經驗遍及民法的不同領域，包括了仲裁、航空、銀行業、衝突法、保險（海事及非海事）、國際貨物銷售、船務、公司法、建築、行政法及憲法等等。

## 言論及觀點
馬道立認為普通法是香港乃以成功的關鍵，普通法制度在香港運作近180年，一直被認為是適合香港社會的法律制度，無論於金融、商業、整體社會上的每個人而言，普通法制度是確保香港得以持續成功的關鍵，而香港也是廣受認同的普通法適用地區。此外《基本法》一些條文都直接或間接地「都顯然只是與普通法制度有關」。
馬道立認為香港法律有五大特質，包括司法獨立、法律面前人人平等、法庭裁決只考慮法律問題、具備完善上訴機制和具透明度。其中，司法獨立表現於法官履行憲制職責時獨立於一切外界干涉，包括來自行政、立法機關或者任何人的。法庭裁決時只會考慮相關的法律爭議點，而且「公義的天秤不會傾斜，不會偏幫或針對任何一方」。
有一些案件審判中，香港法律架構中的外籍法官成為部分人特別是親中陣營抨擊的對象，馬道立說有其他普通法系地區法官的參與，是香港司法制度的特色（英語：interesting feature），可維持外界對香港法制和法治的信心，也是香港法院賴以成功的關鍵因素，而1997年成立的香港終審法院海外非常任法官都是在普通法系中傑出的法官，包括英國最高法院的前任和現任院長，他們都與本地法官有同樣的司法職能。法官的任命也只關注其專業才能，與他的個人意見或政見無關。
在2019年反送中運動期間，馬道立指有人對法庭的工作作出了不少評論及對法官表達意見，但遺憾地有部分是建基於錯誤觀念及誤解，有些甚至近乎不能接受，而這些錯誤觀念源於部分司法裁決不合一些人的心意。他又說享用或堅持個人權利時，不能成為損害他人人身安全或財產、或使用暴力的藉口，享用權利及自由亦同時附有責任，而認為他人的權利甚或整體社會的權利總不及個人權利重要這個想法並不正確。

## 家庭
馬道立已婚，其妻為高等法院上訴法庭法官袁家寧。現在，兩人育有一名女兒。

## 名下馬匹
馬道立是香港賽馬會的會員、馬主，曾與李美度士（L J D'Almada Remedios Jr.）合夥擁有馬匹「踏雪飛」、「踏雪飛易」。其中，「踏雪飛」曾由告達理、方祿麟訓練，在港出賽45次，取得4冠9亞4季的成績，贏得總獎金大約273萬港元。

## 年表
- 1977年 英國伯明翰大學法學士
- 1978年 英國格雷律師學院畢業，取得英格兰和威爾斯大律師資格
- 1979年 倫敦海事仲裁協會會員
- 1980年 取得香港大律師資格，並在香港執業
- 1983年 取得澳洲維多利亞省大律師資格
- 1990年 取得新加坡大律師資格
- 1993年 奉委為香港御用大律師
- 2000年11月 獲香港司法機構委任為高等法院原訟法庭特委法官
- 2001年12月 獲委任為高等法院原訟法庭法官，處理涉及各項民事程序的案件如強制令、禁制令等
- 2002年 擔任上訴法庭法官，負責處理民事和刑事上訴
- 2003年7月 接替梁紹中法官出任高等法院首席法官
- 2004年12月21日 膺格雷律師學院名譽委員
- 2010年4月初 獲推薦接替李國能法官出任終審法院首席法官
- 2010年9月1日正式接替李國能成為終審法院首席法官
- 2010年9月3日宣誓就任終審法院首席法官
- 2011年 伯明翰大學名譽法學博士
- 2012年 牛津大學哈里斯·曼徹斯特學院榮譽院士
- 2012年6月 獲頒授大紫荊勳章
- 2016年1月 香港中文大學榮譽法學博士
- 2019年獲香港大學頒授名譽法學博士[11]
- 2021年1月11日 馬道立退休
- 2021年5月馬道立於2021年初從終審法院以首席法官身份退休，並於4月重返天博大律師事務所（Temple Chambers）成為仲裁員及調解員成員，同年9月，馬道立獲任命為香港板球總會的名譽主席。

## 首席職位
- 出任終審法院首席法官（2010年9月1日-2021年1月11日）
- 香港大學法律學院名譽教授、伯明翰大學法律學院名譽系主任兼榮譽退休教授以及香港中文大學法律學院名譽教授
- 天博大律師事務所：代表法律會議顧問仲裁員（2021年4月1日-至今）

| 司法职务      | 司法职务                                          | 司法职务      |
| ------------- | ------------------------------------------------- | ------------- |
| 前任： 李國能 | 香港終審法院首席法官 2010年9月1日－2021年1月11日  | 繼任： 張舉能 |
| 前任： 梁紹中 | 香港高等法院首席法官 2003年7月14日－2010年8月31日 | 繼任： 張舉能 |

## 外部連結
- 馬道立膺格雷律師學院名譽委員
- 香港中文大學舉行第八十二屆大會（頒授學位典禮） （页面存档备份，存于）